# Barbodes
Barbodes es un género de peces de la familia de los Cyprinidae en el orden de los Cypriniformes.

## Especies
Las especies de este género son:
- Barbodes belinka (Bleeker, 1860)
- Barbodes bovanicus (Day, 1877)
- Barbodes carnaticus (Jerdon, 1849)
- Barbodes colemani (Fowler, 1937)
- Barbodes elongatus (Oshima, 1920)
- Barbodes mahakkamensis (Ahl, 1922)
- Barbodes platysoma (Bleeker, 1855)
- Barbodes polylepis Chen & Li, 1988
- Barbodes strigatus (Boulenger, 1894)
- Barbodes sunieri (Weber & de Beaufort, 1916)
- Barbodes wynaadensis (Day, 1873)